# Oreste Vigorito
Oreste Vigorito (Ercolano, 2 ottobre 1946) è un imprenditore e dirigente sportivo italiano, proprietario e presidente del Benevento. Considerato uno degli imprenditori più ricchi della Campania, opera nel ramo dell'energia eolica.

## Biografia
Originario di Ercolano è laureato in Giurisprudenza e in Lettere e Filosofia.
Dal 17 marzo 2006 è presidente del Benevento e il 27 luglio 2020 è stato insignito della cittadinanza onoraria della città.
Suo fratello era Ciro Vigorito.

## Carriera
Nel 1993, fondò ad Avellino l'IVPC (Italian Vento Power Corporation), una società operante nel settore della produzione di energia eolica, con la quale ha sviluppato parchi eolici distribuiti in sette regioni italiane, per un totale di 1035 MW. Il Gruppo IVPC è presente anche all'estero con l'esecuzione dello studio di fattibilità del Piano Energetico Eolico in Marocco. Il 6 agosto del 2007 International Power acquistò al prezzo di un miliardo e 830 milioni di euro una parte dei parchi eolici sviluppati nel Mezzogiorno dalla società. Oreste Vigorito ha investito anche in altri settori: alberghiero, elettrico ed editoriale. In quest'ultimo rientrano il giornale online Ottopagine, di cui è direttore editoriale, e lo storico quotidiano Roma. Il suo gruppo aziendale fattura circa 250 milioni di euro all'anno ed il patrimonio del gruppo IVPC ammonta a circa 5 miliardi di euro.
Oreste Vigorito è presidente onorario dell'ANEV, l'Associazione Nazionale Energia del Vento.

## Benevento Calcio
Il 17 marzo 2006, insieme al fratello Ciro, Oreste Vigorito rilevò il Benevento in Serie C2 da Older Tescari. In dieci anni i due fratelli portarono la società dalla Lega Pro Prima Divisione al primo campionato di Serie A della sua storia, disputato nella stagione 2017-2018. Nella stagione di Serie B 2019-2020, sotto la sua gestione, il Benevento ottenne la sua seconda storica promozione in serie A, vincendo anche la sua prima Coppa Ali della Vittoria.
Il 28 maggio 2022 annunciò le dimissioni dopo l'eliminazione nella semifinale play-off contro il Pisa, consegnando nelle mani del sindaco Clemente Mastella il titolo sportivo del Benevento.
Pochi giorni dopo, ricevendo la solidarietà del primo cittadino e di parte del popolo sannita, decise di proseguire la sua carriera come presidente della squadra.
L'anno successivo, superate le perplessità iniziali, iscrisse la squadra al campionato di Serie C, a seguito della retrocessione avvenuta il 13 maggio 2023.

## Vicende giudiziarie
Il 10 novembre 2009 fu arrestato dalla Guardia di Finanza nell'ambito dell'operazione "Via col vento", con l'accusa di associazione per delinquere finalizzata alla truffa sui contributi pubblici, riguardante 7 parchi eolici.

## Riconoscimenti
- Il gladiatore d'oro, assegnato nel 2009 dalla Provincia di Benevento in collaborazione con il Comune di Benevento e la Regione Campania.[14]
- Cittadinanza onoraria conferita dal comune di Benevento[15]